# Concursul Muzical Eurovision 1987
Eurovision 1987 a fost a treizeci și doua ediție a concursului muzical Eurovision. A câștigat pentru a doua oară irlandezul Johnny Logan. 